# クレジット・プライシング・コーポレーション
株式会社クレジット・プライシング・コーポレーション（Credit Pricing Corporation)は、2001年10月に価値総合研究所の信用リスクのモデル化を手懸ける部署が独立する形で設立された金融コンサルティング会社である。

## 概要
金融テクノロジーに強みを持ち、信用リスクモデル始め、企業価値の評価モデルなどを独自に開発している。近時の証券化商品の広がりにも対応し、CDO (Collateralized Debt Obligation)、RMBS（住宅ローン担保証券）やCMBS（商業不動産担保証券）などの不動産担保証券も独自のモデルを開発し、評価・リスク管理などのサービスを提供している。
特にCDOの評価モデルとして、首都大学東京の木島正明教授と共にCPC-Kijimaモデルを開発、ビスポーク型CDO（キャッシュ型CDO）の評価に成功している。